# Црква Светог Николе у Шумнику
Црква светог Николе налази се у селу Шумнику код тврђаве Брвеник, недалеко од Рашке. Није познато када је подигнута, али се сматра да је у питању задужбина неког властелина, настала крајем XIII или почетком XIV века, док су археолошка истраживања потврдила употребу цркве током XIV и XV века. По времену настанка, али и неким стилским карактеристикама (има неких одлика романике), слична је оближњој цркви светог Николе у Баљевцу. Радови на истраживању и конзервацији цркве, окончани су током `80 година XX века.
Црква се данас налази под заштитом Републике Србије, као споменик културе од великог значаја.

## Архитектура и живопис
Шумничка црква је направљена од камена, са једнобродном основом и полукружном олтарском апсидом. Нише у зиду имају улогу проскомидије и ђаконикона, док је њена спољашњост била малтерисана и украшена тзв. слепим аркадама.
Њена унутрашњост била је украшена фрескама, које су врло слабо очуване. Изнад улаза је у ниши насликано Успење Пресвете Богородице, док су најнижу зону чиниле стојеће фигуре.На основу угребаног цртежа и основне окер-зелене хармоније може закључити да је сликар био образован у најбољим традицијама монументалног сликарства.